# Amaranthus ruebelii
Amaranthus ruebelii är en amarantväxtart som beskrevs av Albert Thellung. Amaranthus ruebelii ingår i släktet amaranter, och familjen amarantväxter. Inga underarter finns listade i Catalogue of Life.